# Cloruro de lantano (III)
El cloruro de lantano (III), o simplemente cloruro de lantano, es un compuesto químico de fórmula LaCl3. Es una sal de lantano común que se utiliza principalmente en la ciencia. 
Se presenta en forma de un sólido blanco higroscópico, soluble en agua y alcoholes, cristalizado en el sistema hexagonal según el grupo espacial P 6 3 / m ( n ° 176 ) con los parámetros cristalinos a = 748 pm , c = 436 pm y Z = 2 , mientras que el heptahidrato LaCl3 ·7H2O     cristaliza en el sistema monoclínico con los parámetros a = 1237  pm , b = 1068  pm , c = 923  pm y un ángulo de 114,3°; este hidrato da la forma anhidra por encima de 90 °C . 

## Síntesis
El método más utilizado para obtener cloruro de lantano consiste en hacer reaccionar cloruro de amonio NH4Cl con óxido a una temperatura de 200  a 250 °C   :
{\displaystyle {\mathsf {La_{2}O_{3}+6NH_{4}Cl\ \xrightarrow {} \ 2LaCl_{3}+6NH_{3}+2H_{2}O}}}
Se puede obtener haciendo reaccionar óxido de lantano (III) La2O3 con cloruro de hidrógeno HCl:
{\displaystyle {\mathsf {La_{2}O_{3}+6HCl\ {\xrightarrow {}}\ 2LaCl_{3}+3H_{2}O}}}
La reacción del cloro sobre el óxido de lantano (III) en presencia de un agente reductor:
{\displaystyle {\mathsf {La_{2}O_{3}+3Cl_{2}+3C\ {\xrightarrow {800-900^{o}C}}\ 2LaCl_{3}+3CO\uparrow }}}
La reacción del cloro sobre el lantano metálico:
{\displaystyle {\mathsf {2La+3Cl_{2}\ {\xrightarrow {100^{o}C}}\ 2LaCl_{3}}}}
- La reacción del ácido clorhídrico con lantano metálico , óxido, hidróxido o sulfuro de lantano:

{\displaystyle {\mathsf {2La+6HCl\ {\xrightarrow {}}\ 2LaCl_{3}+3H_{2}\uparrow }}}
{\displaystyle {\mathsf {La_{2}O_{3}+6HCl\ {\xrightarrow {}}\ 2LaCl_{3}+3H_{2}O}}}
{\displaystyle {\mathsf {La(OH)_{3}+3HCl\ {\xrightarrow {}}\ LaCl_{3}+3H_{2}O}}}
{\displaystyle {\mathsf {La_{2}S_{3}+6HCl\ {\xrightarrow {}}\ 2LaCl_{3}+3H_{2}S\uparrow }}}

## Propiedades químicas
- La sal anhidra se obtiene secando el hidrato cristalino en una atmósfera de cloruro de hidrógeno:

{\displaystyle {\mathsf {LaCl_{3}\cdot 7H_{2}O\ {\xrightarrow {HCl}}\ LaCl_{3}+7H_{2}O}}}
- Cuando se calienta, el hidrato cristalino se descompone:

{\displaystyle {\mathsf {LaCl_{3}\cdot 7H_{2}O\ {\xrightarrow {90-400^{o}C}}\ LaOCl+2HCl+6H_{2}O}}}
- Reacciona con el agua al hervir:

{\displaystyle {\mathsf {LaCl_{3}+2H_{2}O\ {\xrightarrow {100^{o}C}}\ LaCl(OH)_{2}+2HCl}}}
- Reacciona con álcalis:

{\displaystyle {\mathsf {LaCl_{3}+3NaOH\ {\xrightarrow {}}\ La(OH)_{3}+3NaCl}}}
- Con ácido sulfúrico concentrado se forma sulfato de lantano (III):

{\displaystyle {\mathsf {2LaCl_{3}+3H_{2}SO_{4}\ {\xrightarrow {}}\ La_{2}(SO_{4})_{3}\downarrow +6HCl}}}
- Entra en reacciones metabólicas:

{\displaystyle {\mathsf {LaCl_{3}+3HF\ {\xrightarrow {}}\ LaF_{3}\downarrow +3HCl}}}
- El lantano es desplazado del cloruro por metales activos:

{\displaystyle {\mathsf {2LaCl_{3}+3Ca\ {\xrightarrow {750-850^{o}C}}\ 2La+3CaCl_{2}}}}

## Usos
El cloruro de lantano se puede utilizar para la precipitación de fosfatos a partir de soluciones acuosas, por ejemplo para prevenir el crecimiento de algas en piscinas y en otros tratamientos de aguas residuales·. Por tanto, es un eficaz coadyuvante de filtración y floculante. 
El heptahidrato también se utiliza en bioquímica para bloquear los canales de cationes divalentes, en particular el canal de calcio. 
En síntesis orgánica, puede usarse como ácido de Lewis suave para reacciones químicas que requieren condiciones ácidas, por ejemplo para la conversión de aldehídos en acetales en condiciones casi neutrales. 
También puede actuar como catalizador para la cloración oxidativa del metano CH4 en clorometano CH 3 Cl por ácido clorhídrico HCl y oxígeno O2.
Dopado con cerio, el cloruro de lantano puede utilizarse como centelleador.
También se utiliza en el campo de la geología como una solución muy diluida que, cuando se combina con los ácidos adecuados, puede ayudar a identificar un contenido pequeño de estroncio >1 % en muestras de roca en polvo.